# Satyadeow Sawh
Satyadeow Sawh (* 13. Juni 1955 in Central Mahaicony, East Coast, Demerara; † 22. April 2006 in Georgetown) war ein guyanischer Politiker.
Sawh machte seinen Bachelor in Wirtschaftswissenschaften an der York University in Toronto und arbeitete am dortigen Ryerson Polytechnical Institute. 1975 bis 1992 war er Vertreter der Partei People's Progressive Party of Guyana in Kanada. Er arbeitete auch als Verleger für die Zeitung Guyana Current.
Als Botschafter vertrat Sawh sein Land von 1993 bis 1996 in Venezuela, Ecuador und Kolumbien. Seit 1996 saß er als Abgeordneter in der Nationalversammlung und war zugleich Minister für Fischerei, Forstwirtschaft, Getreide und Viehzucht, ab 1997 bis zu seinem Tod war er Minister für Landwirtschaft.
Sawh wurde gemeinsam mit einigen Mitgliedern seiner Familie ermordet. Er war verheiratet und hatte zwei Kinder.